# هيئة التفتيش القضائي (اليمن)
هيئة التفتيش القضائي هيئة رقابية تابعة لمجلس القضاء الأعلى اليمني، تقوم بتقييم القضاة في اليمن.
وينص قانون الهيئة على وجوب إجراء التفتيش مرة على الأقل كل سنة، ويجوز أن يكون مفاجئاً في أي وقت، ويجب إيداع تقرير التفتيش خلال شهرين على الأكثر من تاريخ انتهاء التفتيش ويخطر القاضي به خلال أسبوعين على الأكثر من تاريخ الإيداع وعلى الهيئة إرسال نسختين إحداهما لرئيس مجلس القضاء الأعلى والأخرى لوزير العدل فيما يتعلق بالأمور الخاصة بالتفتيش على أعمال القضاة
وللهيئة وحدة مهمتها الرقابة على قضاة محاكم الأموال العامة وفئات أخرى من القضاة. ويقال أن هناك موظفين في هيئة التفتيش القضائي لهم صلة بالمخابرات، وهناك آخرون على قدر عال من الاستقلالية وذوي توجهات إصلاحية.

## الاختصاصات
تختص هيئة التفتيش القضائي بما يلي:
1. التفتيش على أعمال القضاة وذلك لجمع البيانات التي تؤدي إلى معرفة درجة كفاءتهم ومدى حرصهم على أداء وظيفتهم وإعداد البيانات اللازمة عنهم ولذلك لعرضها على مجلس القضاء الأعلى عند النظر في الحركة القضائية.
2. تلقي الشكاوي التي تقدم ضد القضاة.
3. مراقبة سير العمل في المحاكم، وتقديم ما تراه من مقترحات في هذا الشأن لوزير العدل.
4. يجب على هيئة التفتيش القضائي إحاطة القضاة علماً بكل ما يرفع عنهم من ملاحظات.
5. تعد هيئة التفتيش القضائي ملفاً سرياً لكل قاض تودع به جميع الأوراق المتعلقة به، ولا يجوز إيداع ورق بهذا الملف تتضمن مآخذ على القاضي دون إطلاعه عليها وتمكنه من الرد وحفظ ذلك الرد، ولا يجوز لغير القاضي صاحب الشأن ووزير العدل ومجلس القضاء الأعلى الإطلاع على الملف السري.